# Filip Zucker
Filip Zucker (ur. 1838 w Brodach, zm. 14 stycznia 1887 we Lwowie) – prawnik, przełożony zboru izraelskiego, poseł do Sejmu Krajowego Galicji IV, V, VI i VII kadencji (1874–1887)

## Życiorys
Syn lekarza. Brał udział w powstaniu 1863. Był aresztowany. Wybrany posłem III i IV  kadencji  z III Kurii okręgu Brody w 1874 roku na miejsce Natana Kallira. W 1885 roku wybrany posłem V kadencji na miejsce Otto Hausnera na posła z II kurii (izba brodzka). Był radnym miasta Lwowa.  Pochowany na koszt gminy izraelskiej na cmentarzu żydowskim. 